# 大和郡山市立片桐西小学校
大和郡山市立片桐西小学校（やまとこおりやましりつ かたぎりにししょうがっこう）は、奈良県大和郡山市小泉町にある公立小学校。

## 沿革
- 1972年（昭和47年）4月 - 開校[1]。

## 交通アクセス
- 最寄駅は関西本線（大和路線）大和小泉駅。